# Juraj Chmiel
Juraj Chmiel (Budapest, 1960. augusztus 16. –) cseh orientalista, politikus, miniszter, diplomata, 2014–2019 között Csehország budapesti nagykövete.

## Pályafutása
Budapesten született, középiskoláját Pozsonyban végezte 1975–79 között. A Károly Egyetemen végzett afrikanisztika és orientalisztika szakon 1984-ben. 1991-ig három alkalommal tanult rövid ideig az Addis Abebai Egyetemen, 1992-ig a Londoni Egyetem School of Oriental and African Studies iskolájában tanult. Ezt követően lépett külügyi szolgálatba, kezdetben a Szubszaharai Afrika Főosztály referenseként, majd 1993-94 fordulóján egy évig szomáliai ügyekkel foglalkozott az ENSZ UNOSOM missziójában.
1996-99 között ügyvivőként vezette Csehország nigériai képviseletét, majd 1999-ben kinevezték nagykövetnek. 2003-ban tért haza a külügyminisztériumba, a Közel-Kelet és Afrika Főosztály főtanácsosaként, majd 2005-7-ig osztályvezető volt. 2008-ban nevezték ki nagykövetnek Ausztráliába, akkreditálva Új-Zélandon, a Fidzsi-szigetekben, Szamoán, a Salamon-szigeteken, Tongán, Vanuatuban és a Cook-szigeteken is. 2009-ben lemondott nagyköveti posztjáról, hogy Jan Fischer kormányában betöltse az EU ügyekért felelős miniszteri posztot. 2010-12 között miniszterhelyettesként dolgozott a Földművelésügyi Minisztériumban, majd tanácsadóként, 2013-tól a külügy különmegbízottjaként dolgozott.
2014-ben nevezték ki Csehország budapesti nagykövetsége élére, nagyköveti megbízólevelét 2014. október 13-án adta át Áder Jánosnak. 2019 májusában búcsúlátogatáson járt Debrecenben, június közepétől kinevezték Csehország szlovéniai nagykövetének, megbízólevelét június 19-én adta át Borut Pahor szlovén államfőnek.